# Milchbornbach
Der Milchbornbach ist ein etwa 1,6 km langer Bach, der von  rechts in den Saaler Mühlenbach mündet.

## Name
Der Gewässername Milchbornbach findet sich auch in Siedlungsnamen und Gewannenbezeichnungen. Das Urkataster verzeichnet nordwestlich von Schloss Bensberg das Einzelgehöft Am Milchborn sowie die Gewannenbezeichnung Am Milchbornsfeld. Der Name rührt von der weißlich-trüben Färbung des Wassers her, die eine Assoziation zu Milch involviert. Folglich versteht man unter dem Bachnamen Milchborn eine Quelle, aus der milchig-trübes Wasser fließt.

## Geographie

### Verlauf
Der Milchbornbach entspringt in Moitzfeld östlich des Moitzfelder Friedhofs. Auf seinem Weg zum Waldstadion Milchborntal, wo er in den Saaler Mühlenbach mündet, durchfließt er das Milchborntal im Stadtteil Bensberg. Unterwegs speist er unter anderem den Kadettenweiher.
Historisch gesehen und im Sprachgebrauch heute wird der Bereich von der Mündung des Milchbornbachs bis zum Bensberger See auch noch Milchbornbach genannt, obwohl dies offiziell eine Teilstrecke des Saaler Mühlenbachs ist.

### Einzugsgebiet
Das 1,43 km² große Einzugsgebiet des Milchbornbachs liegt im Bensberg-Forsbacher Gebirgsrand und der Sülzhochfläche. Es liegt in einer Grundmoräne mit Schluff-, Sand- und Kiesböden. 
Es grenzt
- im Südosten an das des Eschbachs, einem Zufluss der Sülz
- im Norden an das des Lerbachs, einem Zufluss der Strunde
- im Nordwesten an das des Scheidtbachs, ebenfalls einem Strundezufluss
- ansonsten an das des aufnehmenden Saaler Mühlenbachs

Es liegt im Naturschutzgebiet Hardt. Der gesamte Verlauf liegt im Waldgebiet.